# Ben Warley
Benjamin Vallentina Warley, detto Ben (Washington, 4 settembre 1936 – Filadelfia, 5 aprile 2002), è stato un cestista statunitense, professionista nella ABL, nella NBA e nella ABA.

## Carriera
Venne selezionato dai Minneapolis Lakers al quarto giro del Draft NBA 1960 (27ª scelta assoluta) e dai Syracuse Nationals al primo giro del Draft NBA 1961 (6ª scelta assoluta).

## Statistiche
| † | Denota una stagione in cui ha vinto il titolo ABL |
| * | Primo nella lega                                  |
| * | Record                                            |

### ABL

#### Regular Season
| Anno     | Squadra           | PG | PT | MP   | TC%  | 3P%  | TL%  | RP   | AP  | PRP | SP | PP   |
| -------- | ----------------- | -- | -- | ---- | ---- | ---- | ---- | ---- | --- | --- | -- | ---- |
| 1961-62† | Cleveland Pipers  | 72 |    | 29,3 | 40,0 | 38,5 | 73,7 | 10,0 | 1,2 |     |    | 12,5 |
| 1962-63  | Long Beach Chiefs | 24 |    | 31,9 | 34,7 | 28,0 | 72,1 | 9,4  | 1,0 |     |    | 14,7 |

#### Play-off
| Anno  | Squadra          | PG | PT | MP   | TC%  | 3P% | TL%  | RP  | AP  | PRP | SP | PP  |
| ----- | ---------------- | -- | -- | ---- | ---- | --- | ---- | --- | --- | --- | -- | --- |
| 1962† | Cleveland Pipers | 7  |    | 17,1 | 38,6 | 0,0 | 76,9 | 5,7 | 0,4 |     |    | 6,0 |

### ABA-NBA

#### Regular Season
| Anno            | Squadra                 | PG  | PT | MP   | TC%  | 3P%  | TL%  | RP  | AP  | PRP | SP | PP   |
| --------------- | ----------------------- | --- | -- | ---- | ---- | ---- | ---- | --- | --- | --- | -- | ---- |
| 1962-1963       | Syracuse Nationals      | 26  | -  | 7,9  | 45,0 | -    | 71,4 | 3,3 | 0,2 | -   | -  | 4,8  |
| 1963-1964       | Philadelphia 76ers      | 79  | -  | 22,0 | 43,5 | -    | 72,1 | 7,8 | 0,9 | -   | -  | 8,2  |
| 1964-1965       | Philadelphia 76ers      | 64  | -  | 14,1 | 37,2 | -    | 70,5 | 4,3 | 0,8 | -   | -  | 4,9  |
| 1965-1966       | Syracuse Nationals      | 1   | -  | 6,0  | 33,3 | -    |      | 2,0 | 0,0 | -   | -  | 2,0  |
| 1965-1966       | Baltimore Bullets       | 56  | -  | 13,7 | 40,9 | -    | 66,0 | 3,8 | 0,4 | -   | -  | 5,3  |
| 1966-1967       | Baltimore Bullets (NBA) | 62  | -  | 16,7 | 40,1 | -    | 78,8 | 5,2 | 0,8 | -   | -  | 6,2  |
| 1967-1968       | Anaheim Amigos (ABA)    | 71  |    | 32,4 | 44,2 | 31,3 | 80,5 | 8,6 | 1,4 |     |    | 17,4 |
| 1968-1969       | L.A. Stars              | 35  |    | 25,0 | 40,7 | 25,6 | 74,8 | 5,5 | 0,7 |     |    | 14,0 |
| 1969-1970       | Denver Rockets          | 42  |    | 11,3 | 35,3 | 25,9 | 76,3 | 2,6 | 0,7 |     |    | 4,6  |
| Carriera ABA    | Carriera ABA            | 148 |    | 24,6 | 42,3 | 28,4 | 78,5 | 6,2 | 1,0 |     |    | 13,0 |
| Carriera NBA    | Carriera NBA            | 288 |    | 16,2 | 41,3 |      | 72,4 | 5,3 | 0,7 |     |    | 6,1  |
| Carriera Totale | Carriera Totale         | 436 |    | 19,0 | 41,8 |      | 75,1 | 5,6 | 0,8 |     |    | 8,5  |

#### Massimi in carriera
Regular Season
- Massimo di punti in NBA: 31 vs St. Louis Hawks (7 dicembre 1963)
- Massimo di punti in ABA: 43 vs Houston Mavericks (12 febbraio 1968)
- Massimo di rimbalzi in NBA: 21 vs New York Knicks (11 dicembre 1963)
- Massimo di rimbalzi in ABA: 20 vs Minnesota Muskies (17 gennaio 1968)
- Massimo di assist in NBA: 7 vs New York Knicks (6 febbraio 1964)
- Massimo di assist in ABA: 3 vs Indiana Pacers (9 novembre 1968)

#### Play-off
| Anno            | Squadra                 | PG | PT | MP   | TC%  | 3P%   | TL%   | RP  | AP  | PRP | SP | PP  |
| --------------- | ----------------------- | -- | -- | ---- | ---- | ----- | ----- | --- | --- | --- | -- | --- |
| 1963            | Syracuse Nationals      | 2  | -  | 4,5  | 0,0  | -     | 50,0  | 1,5 | 0,0 | -   | -  | 1,0 |
| 1964            | Philadelphia 76ers      | 4  | -  | 21,3 | 39,1 | -     | 66,7  | 8,3 | 0,5 | -   | -  | 7,0 |
| 1965            | Philadelphia 76ers      | 2  | -  | 3,0  | 0,0  | -     | -     | 0,5 | 0,5 | -   | -  | 0,0 |
| 1966            | Baltimore Bullets (NBA) | 2  | -  | 4,5  | 0,0  | -     | 100,0 | 1,0 | 0,0 | -   | -  | 0,5 |
| 1970            | Denver Rockets (ABA)    | 10 |    | 12,9 | 42,1 | 43,8* | 60,0  | 2,9 | 1,1 |     |    | 4,5 |
| Carriera ABA    | Carriera ABA            | 10 |    | 12,9 | 42,1 | 43,8  | 60,0  | 2,9 | 1,1 |     |    | 4,5 |
| Carriera NBA    | Carriera NBA            | 10 |    | 10,9 | 28,1 | -     | 65,0  | 3,9 | 0,3 |     |    | 3,1 |
| Carriera Totale | Carriera Totale         | 20 |    | 11,9 | 35,7 | 43,8  | 63,3  | 3,4 | 0,7 |     |    | 3,8 |

## Palmarès
- Campione AAU (1961)
- Campione ABL: 1

Cleveland Pipers: 1961-1962
- ABA All-Star (1968)
- Più alta percentuale nel tiro da 3 punti nei Playoff ABA: (1970)